# Cheval dans l'animation

Animation d'un cheval au galop

Le cheval, s'il apparaît fréquemment dans les films et séries d'animation, des plus anciens aux plus modernes, a généralement un rôle de figurant ou de faire-valoir pour son cavalier. Il existe pourtant quelques rares cas où il est traité comme un personnage à part entière, d'autres où il est lui-même le personnage principal, notamment dans Spirit, l'étalon des plaines.

## Difficultés techniques
Le producteur de Spirit, l'étalon des plaines, Jeffrey Katzenberg, dit qu'« il n'y a pas d'espèce plus difficile à animer » que le cheval, en raison de la complexité de ses mouvements, notamment son galop. Ce qui explique, selon lui, que les chevaux tiennent très généralement des rôles mineurs dans les films d'animation.

## Débuts du cheval dans l'animation

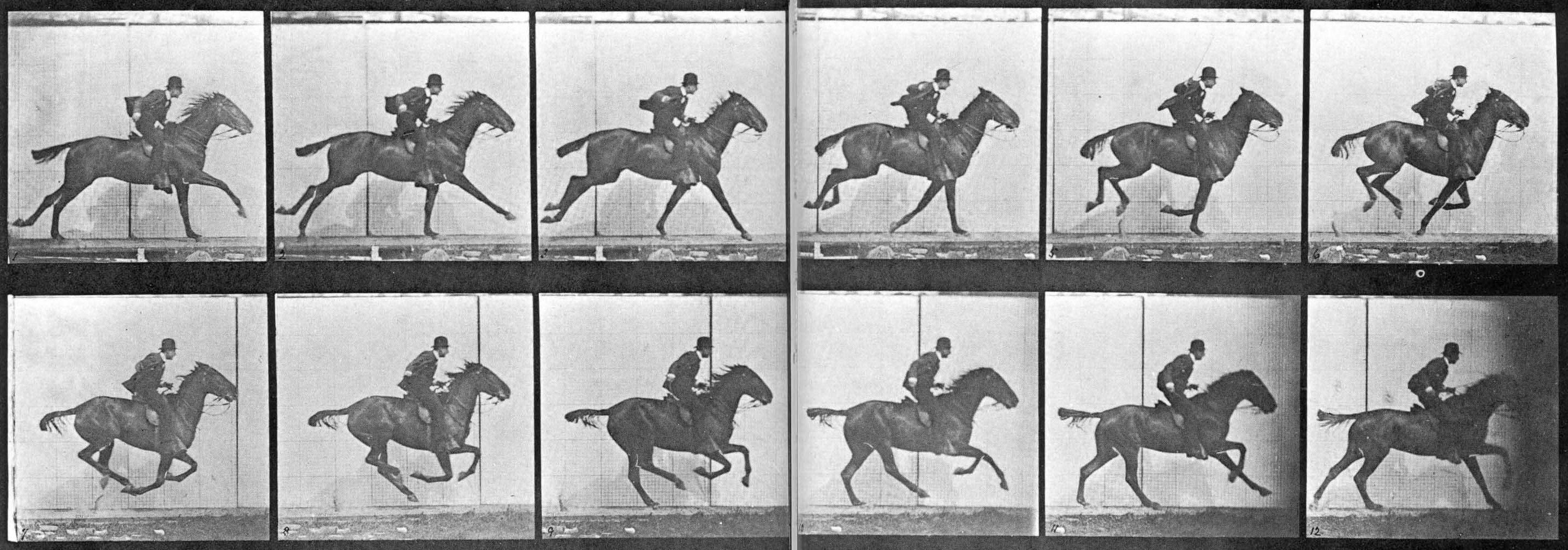
Cheval au galop photographié par Eadweard Muybridge (1830-1904).

En 1878, Eadweard Muybridge détaille pour la première fois le galop, le trot, le pas, l'amble et le saut du cheval dans une série de photographies qui, repassées les unes à la suite des autres, forment une séquence d'animation. Ces travaux inspirent bon nombre d'artistes, des peintres notamment.

## Studios Disney
Les productions des studios Disney mettent en scène de nombreux chevaux, dont en 1929, Horace Horsecollar, un cheval anthropomorphique qui apparait pour la première fois aux côtés de Mickey Mouse dans Mickey laboureur. Il reste un personnage secondaire des cartoons Disney. En 1940, le film musical Fantasia présente une séquence d'animation sur la Symphonie pastorale où un groupe de chevaux ailés évolue dans l'air et sur l'eau. Le cheval mâle, assimilé à Pégase, est noir, accompagné d'une jument blanche et de poulains de toutes les couleurs. Tous sont expressifs et le mouvement de leurs jambes est reproduit, mais au ralenti.
En 1948, une série de cartoons, Mélodie Cocktail, mettent en scène la relation particulière entre un cow-boy, Pecos Bill, et sa monture Widowmaker. Le mouvement du galop est irréaliste.
Plusieurs grands classiques présentent des chevaux dans des rôles de montures ou d'animaux d'attelage, dont, en 1950, Cendrillon avec ses quatre chevaux blancs d'allure fière (la transformation de quatre souris), mais ceux-ci se bornent à tirer une calèche et n'ont aucune personnalité. En 1959, dans La Belle au bois dormant, le cheval du prince, nommé Samson, a quelques accès d'humeur et d'humour dans plusieurs scènes, notamment celle où il fait tomber le prince dans une mare et en rit. En 1991, dans la Belle et la Bête, le cheval de trait Philibert, qui accompagne Belle et son père, est très expressif au niveau de ses mouvements et de son regard.
En 1997, Walt Disney reprend Pégase dans le film Hercule, où il est un cheval ailé idiot à la crinière bleue taillée en brosse, offert par Zeus à son fils Hercule. Pégase est traité comme un personnage à part entière, avec une personnalité bien définie, et joue un rôle assez important. Il est jaloux de Megara durant une bonne partie du film. En 1999, dans Mulan, le cheval de l'héroïne, Khan, est nommé et très expressif. En 2002, dans Toy Story 2, l'un des personnages du film 3D est un petit cheval-jouet qui ne joue pas un grand rôle et en 2004, dans La ferme se rebelle, le cheval Buck est un pratiquant des arts martiaux. En 2010, dans Raiponce, le cheval Maximus joue un rôle assez important et se meut comme un chien.

## Studios Dreamworks
Les studios Dreamworks ont aussi mis le cheval en scène dans leur production, en commençant par La route d'Eldorado, en 2000, où le cheval Altivo est nommé et très expressif. C'est toutefois Spirit, l'étalon des plaines qui donne au cheval l'un de ses rôles les plus marquants dans l'animation grand public, puisque le personnage principal, Spirit, est un étalon mustang sauvage non-parlant qui a nécessité un long travail technique, notamment pour permettre de faire ressortir les émotions.
Enfin, il faut mentionner l'âne de Shrek est, dans une bonne partie de Shrek 2, transformé en cheval blanc.

## Animations asiatiques
En 1948, le film d'animation russe Le Petit Cheval bossu met en scène un petit cheval bleu à crinière blanche et aux longues oreilles, qui permet à un jeune garçon de délivrer une princesse enfermée dans un donjon et de survivre à de nombreuses épreuves. Ce film inspire Osamu Tezuka qui crée juste avant sa mort, en 1989, la série Magie Bleue mettant en scène Magic, un poney bleu sans ailes capable de voler. Les séquences sont arrangées de façon qu'il y ait le moins de mouvements possible à reproduire. Magic est doté d'une personnalité, capable de parler et joue un rôle important, presque d'égale importance avec celui de son cavalier. En 1981 et 1983, la série animée Unico, du même Osamu Tezuka, est la première mettant en scène un équidé (en l'occurrence, une petite licorne) comme personnage principal. Le mouvement de ses jambes est minimaliste mais Unico possède une personnalité bien définie, parle et s'exprime.

## Séries d'animation américaines
En 1963, la série d'animation américaine Luno the White Stallion raconte l'histoire de Luno, un cheval ailé qui emporte le petit Tim à l'aventure lorsqu'il prononce la phrase "Oh winged horse of marble white, take me on a magic flight" ce qui pourrait être traduit par « Oh cheval ailé d'un blanc de marbre, emmène-moi pour un vol magique ». Là encore, les séquences d'animation du cheval le représentent volant sans bouger ses jambes.
Princesse Starla et les Joyaux magiques met en scène plusieurs licornes comme Sunstar et Moondance. Toutes sont capables de parler. Parallèlement, plusieurs adaptations de bandes dessinées reprennent des chevaux déjà connus, comme Jolly Jumper.

## Autres films
- En 1954, La Ferme des animaux offre, comme dans le roman éponyme, un rôle important à Malabar, un vieux cheval de ferme intelligent puisque capable de lire.
- En 2005, Barbie et le cheval magique est un film d'animation 3D où un cheval ailé rose nommé Brietta joue un rôle important en aidant la princesse Annika.